# Max Fürbringer
Max Fürbringer (30 ianuarie 1846 – 6 martie 1920) a fost un anatomist german. A studiat cu Karl Gegenbaur și a publicat studiile sale în anatomie comparativă, în Untersuchungen zur Morphologie und Systematik der Vögel, 1888.
1. ↑  Max Fürbringer, Base biographique
2. ↑  M. Fürbringer, KNAW Past Members, accesat în 9 octombrie 2017
3. 1 2 3  Czech National Authority Database, accesat în 23 noiembrie 2019
4. 1 2  Album Academicum, accesat în 9 septembrie 2019
5. ↑  Album Academicum, accesat în 15 septembrie 2019